# RoadRunner Turbo Indy 300 2009
RoadRunner Turbo Indy 300 2009 var ett race som var den tredje deltävlingen i IndyCar Series 2009. Racet kördes den 26 april på Kansas Speedway. Efter att Ryan Briscoe haft otur med en gulflagg när han var på väg in i depån kunde Scott Dixon ta sin första seger för säsongen. Efter två krascher i de två första tävlingarna var vinsten vital för Dixon, och den tog igen det mesta av den mark han förlorat i säsongsinledningen. Hélio Castroneves kom också tillbaka efter sin rättegång (där han friades från skattefusk), och slutade på andra plats, medan Tony Kanaan tog över mästerskapsledningen genom att bli trea. Briscoe räddade en fjärdeplats till slut, medan tidigare mästerskapsledaren Dario Franchitti hade en lättare krasch efter ett missförstånd när Graham Rahal bromsade på väg in i depån. Franchitti tvingades bryta, men var oskadd.

## Slutresultat
| Plats | Förare            | Team                     | Grid | Snitt  |
| ----- | ----------------- | ------------------------ | ---- | ------ |
| 1     | Scott Dixon       | Chip Ganassi Racing      | 4    | 26,011 |
| 2     | Hélio Castroneves | Team Penske              | 22   | -      |
| 3     | Tony Kanaan       | Andretti Green Racing    | 8    | 26,046 |
| 4     | Ryan Briscoe      | Team Penske              | 7    | 26,045 |
| 5     | Danica Patrick    | Andretti Green Racing    | 3    | 25,998 |
| 6     | Marco Andretti    | Andretti Green Racing    | 5    | 26,029 |
| 7     | Graham Rahal      | Newman/Haas Racing       | 1    | 25,895 |
| 8     | Hideki Mutoh      | Vision Racing            | 13   | 26,243 |
| 9     | Ed Carpenter      | Vision Racing            | 10   | 26,187 |
| 10    | Dan Wheldon       | Panther Racing           | 9    | 26,163 |
| 11    | Mário Moraes      | KV Racing Technology     | 6    | 26,032 |
| 12    | Robert Doornbos   | Newman/Haas Racing       | 2    | 25,974 |
| 13    | Sarah Fisher      | Sarah Fisher Racing      | 11   | 26,239 |
| 14    | Justin Wilson     | Dale Coyne Racing        | 17   | 26,311 |
| 15    | Ryan Hunter-Reay  | Vision Racing            | 20   | 26,605 |
| 16    | Milka Duno        | Dreyer & Reinbold Racing | 12   | 26,239 |
| 17    | Stanton Barrett   | Team 3G                  | 19   | 26,586 |
| 18    | Dario Franchitti  | Chip Ganassi Racing      | 21   | -      |
| 19    | Mike Conway       | Dreyer & Reinbold Racing | 16   | 26,289 |
| 20    | Raphael Matos     | Luczo Dragon Racing      | 15   | 26,259 |
| 21    | Ernesto Viso      | HVM Racing               | 18   | 26,463 |
| 22    | Vitor Meira       | A.J. Foyt Enterprises    | 14   | 26,249 |